# Julius Lukas

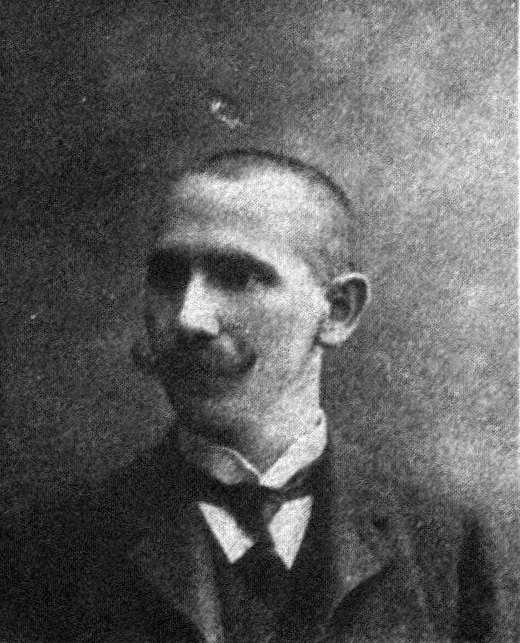
Julius Lukas

Julius Lukas (* 9. April 1875 in Trofaiach, Steiermark; † 14. September 1959 in Klagenfurt) war ein österreichischer Politiker der Sozialdemokratischen Arbeiterpartei (SdP) und Vorsitzender des Bundesrates.

## Ausbildung und Beruf

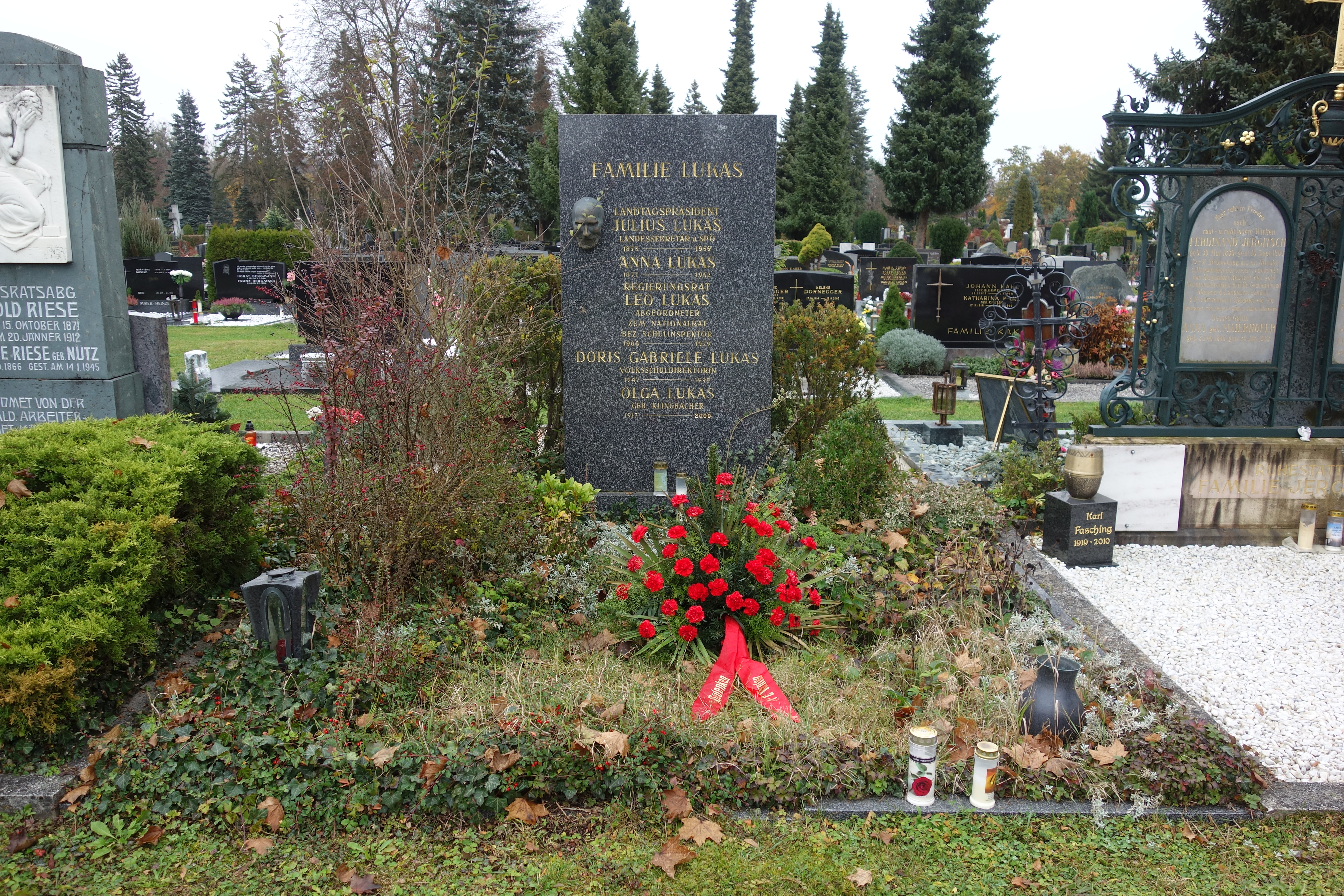
Grabstein von Julius Lukas am Zentralfriedhof Annabichl in Klagenfurt

Nach dem Besuch der Volksschule machte er einen neunmonatigen Abendkurs an der Handelsschule. Er ging an eine Berufsschule und lernte den Beruf des Schuhmachers. Im Jahr 1898 wurde er Beamter der Arbeiterkrankenkasse in Graz. 1905 wurde er nach Klagenfurt versetzt. Er hatte auch eine nebenberufliche Tätigkeit als Redakteur der sozialdemokratischen Zeitung „Arbeiterwille“ und war Sekretär der SdP Kärnten.

## Politische Funktionen
- 1907–1911: Abgeordneter des Abgeordnetenhauses im Reichsrat (XI. Legislaturperiode), Wahlbezirk Kärnten 2, Klub der deutschen Sozialdemokraten
- 1918–1934: Abgeordneter zum Kärntner Landtag (Provisorische Landesversammlung, 12., 13., 14. und 15. Gesetzgebungsperiode), SdP

## Politische Mandate
- 22. Juli 1921 bis 6. November 1923: Mitglied des Bundesrates (I. Gesetzgebungsperiode), SdP
- 22. Juli 1921 bis 30. November 1921: Vorsitzender des Bundesrates